# Hra, která se zvrtla
Hra, která se zvrtla je divadelní hra autorů Henryho Lewise, Jonathana Sayera a Henryho Shieldse z divadelní společnosti Mischief Theatre Company. Děj sleduje jeden divadelní soubor při hraní premiéry detektivky, přičemž čelí smolným a nepředvídatelným komplikacím. Původní inscenace se hraje od roku 2012 v Londýně, kde v roce 2015 získala ocenění Nejlepší nová komedie na udílení cen Laurence Oliviera. Od roku 2014 proběhlo pět turné po Spojeném království, přičemž na Broadwayi se hra uváděla v letech 2017 až 2019.
V České republice uvádělo hru několik divadel, a to Městské divadlo Kladno (premiéra roku 2019), Divadlo Bez zábradlí (premiéra roku 2019), Karlovarské městské divadlo (premiéra roku 2021), Západočeské divadlo v Chebu (premiéra roku 2022), Divadlo F. X. Šaldy v Liberci (premiéra roku 2022) a Městské divadlo Brno (premiéra roku 2024).

## Děj
Divadelní soubor Cornley Polytechnic Drama Society se rozhodl se uvést hru The Murder at Haversham Manor – detektivní příběh z 20. let 20. století, podobný známé hře Past na myši, která má přesně tolik rolí, kolik je členů souboru. Hlavní roli inspektora Cartera ztvárňuje Chris Bean, jenž zároveň zastává funkce režiséra, scénografa, návrháře kostýmů, tvůrce rekvizit, vedoucího pokladny, tiskového mluvčího, PR manažera, hlasového kouče a choreografa bojových scén. Ještě před začátkem představení se technický tým snaží dokončit poslední úpravy scény, včetně oprav zničeného krbu a hledání účinkujícího psa, který utekl. Během samotného představení však soubor postihne řada katastrof. Dveře se zasekávají, rekvizity padají nebo nefungují a podlahy se propadají. Na herce se hroutí části scény, ztrácejí a ničí rekvizity, zapomínají repliky, přicházejí pozdě na scénu, zapomínají na své role, omylem pijí technický líh místo whisky, komolí slova nebo se mezi sebou perou. Jedna z hereček je omylem omráčena svými kolegy a její záskok (technický pracovník souboru) odmítá po jejím vzkříšení odejít ze scény pryč. Když jeden z herců omylem zopakuje repliku z dřívější části hry, nutí to ostatní opakovaně sehrávat určitou pasáž ze hry, pokaždé rychleji a chaotičtěji. Vyvrcholením celého představení je kompletní zřícení zbytku scény.

## Verze Městského divadla Brno
Městské divadlo Brno uvedlo hru v premiéře 6. dubna 2024 v režii Mikoláše Tyce. Reálie divadelního představení jsou přenesené do Jihomoravského kraje, konkrétně představení Vražda na Havershamském panství nazkoušel divadelní spolek Tyl Tuřany. Kritici chválí režii Mikoláše Tyce za načasování komediálních situací, scénu Petra Hlouška za technickou náročnost padajících kulis a herecké obsazení za komediální výkony.
| „                | Hra, která se zvrtla cílí na škodolibou lidskou podstatu, že když se někomu něco kazí, vzniká z toho náramná bžunda. Když už si říkáte, že horší už to být nemůže, přece jen se něco dokáže ještě více podělat. | “ |
| — Klára Tesařová | |   |

### Obsazení hlavních rolí
| Kristýna Daňhelová | Linda, herečka       |
| Marta Matějová     | Anička, inspicientka |
| Milan Němec        | Kryštof, režisér     |
| Jiří Mach          | Robert, herec        |
| Jonáš Florián      | Mirek, herec         |
| Martin Mihál       | Luděk, herec         |
| Jan Valeš          | Emil, herec          |
| Jakub Przebinda    | Marek, technik       |